# 羅基康福特 (阿肯色州)
羅基康福特（英語：Rocky Comfort）是位於美國阿肯色州利特爾里弗縣的一個非建制地區。該地的面積和人口皆未知。

## 地理
羅基康福特的座標為33°42′18″N 94°24′21″W / 33.70500°N 94.40583°W，而該地的平均海拔高度為137米（即443英尺）。